# Kleine Pauze
Kleine pauze was een Nederlandse komedieserie over de verwikkelingen tussen enkele personeelsleden op basisschool De bloeiende Perelaar. De naam van de serie verwijst naar de koffiepauze, waarin de serie zich afspeelt. De serie werd op maandag tot en met vrijdag uitgezonden en was bedoeld voor volwassenen.

## Verhaal
De medewerkers die in beeld komen zijn de incapabele directeur Hans Eier (gespeeld door Arnoud Bos), de ouderwetse adjunct-directeur Titia Uittenbroek (gespeeld Lineke Rijxman) die de directeur moet vervangen, een volkse knutseljuf Miep Kroon (gespeeld door Cynthia Abma), de wereldvreemde remedial teacher Elsje van Wentelen (gespeeld door Karen van Holst Pellekaan, die ook het scenario schreef) en de racistische gymleraar Jan Molentje (gespeeld door Martin van Waardenberg, tevens scenarioschrijver). Hammed Arman (gespeeld door Hossein Mardani) is de illegaal verblijvende conciërge uit Afghanistan. Men gaat niet erg vriendelijk met elkaar om in de kleine pauze.

## Afleveringen
- aflevering 1: Vakantie voorbij
- aflevering 2: Groente & fruit
- aflevering 3: Hoofdluis
- aflevering 4: Poppenkast
- aflevering 5: Billenkoek
- aflevering 6: Stagiaire
- aflevering 7: Tongenworst
- aflevering 8: Directrice
- aflevering 9: Oud leerling
- aflevering 10: Depressief
- aflevering 11: Ontslag
- aflevering 12: Sollicitatie
- aflevering 13: Niet storen
- aflevering 14: Teambuilding
- aflevering 15: Afspraak is afspraak
- aflevering 16: Terug naar Afghanistan
- aflevering 17: Circus
- aflevering 18: Miljonair: "een grapje"
- aflevering 19: Disco: een personeelsfeest

## Trivia
- De basisschool waar de serie zich afspeelde was fictief (hoewel er later een basisschool met exact die naam is opgericht).

## Externe bronnen
- https://wiki.beeldengeluid.nl/index.php/Kleine_pauze
- artikel in dagblad Trouw: https://www.trouw.nl/home/een-hilarische-scene-uit-kleine-pauze-~a8e6c0a0/
- https://www.tvvantoen.nl/programmas/kleine-pauze/